# Stanisław Barzykowski
Stanisław Barzykowski herbu Sulima (ur. 19 listopada 1792 w Drożęcinie, zm. 15 marca 1872 w Paryżu) – członek Rządu Narodowego Królestwa Polskiego w czasie powstania listopadowego, poseł z powiatu ostrołęckiego na Sejm 1825 roku i  sejm 1830-1831 roku, pamiętnikarz, wolnomularz.

## Życiorys
Pochodził z rodziny średnio-zamożnej szlachty, od XV wieku zamieszkującej ziemię łomżyńską. Jego ojcem był Franciszek Barzykowski (1749-1796), burgrabia łomżyński, komisarz skarbowy (1789) i szambelan króla pruskiego (1796). Natomiast matka Zofia z Przyjemskich (zm. 1829) pochodziła z Wielkopolski. Jej ojciec (dziadek Stanisława) był starostą łomżyńskim, a brat Tomasz Przyjemski – posłem na Sejm Czteroletni. Początkowo pobierał nauki w domu, następnie w Łomżyńskiej Szkole Pijarów, a po jej zawieszeniu w 1807 Liceum Warszawskim. Nie kończąc nauki w 1808 rozpoczął służbę publiczną w biurze Rady Stanu Księstwa Warszawskiego. W 1810 r. awansował na sekretarza jej Wydziału Skarbowego, a następnie protokolanta Rady Stanu.
Po upadku Księstwa Warszawskiego kontynuował naukę na uniwersytetach w Berlinie i w Heidelbergu. Do kraju powrócił w 1818 r. poświęcając się administracji swoich majątków. Wstąpił do konspiracyjnego Związku Kosynierów. Po kilku latach spokojnego życia w 1824 r. został wybrany posłem na sejm Królestwa Polskiego z powiatu ostrołęckiego. Na sejmach 1825 i 1830 zaliczany był do grona opozycji zyskując miano świetnego mówcy. Podczas sejmu w 1825 r. występował przeciw zmianie Kodeksu Cywilnego w kierunku przywrócenia jurysdykcji duchownych w sprawach rozwodowych oraz wspólnie z posłem Szanieckim sprzeciwiał się uniemożliwieniu wykupu czynszów i dzierżaw. W 1829 znalazł się wśród 28 posłów, którzy podpisali petycję do cara Mikołaja I w sprawie zniesienia artykułu dodatkowego z 133 lutego 1825. Na sejmie czerwcowym 1830 zbliżył się do obozu ks. Adama J. Czartoryskiego, w którym pozostał do końca życia.
W grudniu 1830 został szefem wydziału wojskowego Rady Najwyższej Narodowej. Następnie sprzeciwiał się polityce dyktatora gen. Józefa Chłopickiego. Jako poseł z powiatu ostrołęckiego województwa płockiego na sejm powstańczy podpisał 25 stycznia 1831 roku akt detronizacji Mikołaja I Romanowa. 29 stycznia 1831 został członkiem Rządu Narodowego odpowiedzialnym za Wydział Wojny.
Pomimo swego wysokiego stanowiska wstąpił jako żołnierz do Pułku 17 Piechoty Liniowej. Wziął udział w bitwach pod Wawrem, o Olszynkę Grochowską, pod Iganiami. 26 kwietnia 1831 został odznaczony Krzyżem Srebrnym Orderu Virtuti Militari. Po wydarzeniach 15 sierpnia w Warszawie wraz z całym rządem podał się do dymisji. Brał udział w ostatniej sesji sejmu w Zakroczymiu. Przez Prusy udał się do Paryża. W 1834 roku skazany przez władze rosyjskie na ścięcie za udział w powstaniu listopadowym. Jego dobra zostały skonfiskowane przez Rosjan.
Był członkiem sejmu powstańczego na emigracji. Na emigracji był bliskim współpracownikiem Adama Jerzego Czartoryskiego, który powierzał mu swoje funkcje w czasie swojej nieobecności we Francji – m.in. w 1848 i 1858 r. Członek władz Związku Jedności Narodowej. Nie wstąpił do Towarzystwa Trzeciego Maja, działał w Towarzystwie Literackim.
Napisał Historię Powstania Listopadowego, jedno z najważniejszych opracowań na temat powstania 1830-1831, oraz "Wiadomości o Instytucie Przygotowawczym" (1852). Istnieją przesłanki, iż spisał również pamiętnik.